# Arctia flavia
Écaille jaune, Écaille des Grisons
Espèce
L'Écaille jaune ou Écaille des Grisons (Arctia flavia) est une espèce de lépidoptères (papillons) de la famille des Erebidae et de la sous-famille des Arctiinae.

## Répartition
Arctia flavia est présente dans les Alpes (de la France à l'Autriche), en Asie Mineure, dans l'Oural, dans le Sud de la Sibérie et plusieurs autres régions d'Asie.
En France, on trouve l'Écaille jaune dans les Alpes, entre 1 500 et 3 000 m d'altitude.

## Biologie
L'espèce est univoltine. 
L'imago vole en juillet-août ; il affectionne les pelouses bien exposées (adrets).
La chenille se nourrit de plantes basses ; elle hiverne deux fois.